# Szkoła wywiadowczo-dywersyjna Abwehry w Luckenwalde
Szkoła wywiadowczo-dywersyjna Abwehry w Luckenwalde – niemiecki ośrodek wywiadowczy Abwehry podczas II wojny światowej
Ośrodek został utworzony w Luckenwalde w listopadzie 1941 r. Mieścił się przy Oflagu-III A. Był podporządkowany bezpośrednio Oddziałowi Abwehr-II, prowadzącemu działalność wywiadowczą za granicami Niemiec. Na czele szkoły stanął mjr Andreas Mayer-Mader, następnie kpt. Kupper i na końcu kpt. Morozow. Szkolono w niej agentów-dywersantów i radiowców, którzy mieli być przerzuceni przez linię frontu zarówno na bliskie, jak też dalekie tyły Armii Czerwonej. Byli oni werbowani w obozach jenieckich dla czerwonoarmistów, a także w późniejszym okresie spośród żołnierzy oddziałów kolaboranckich. Jeden kurs obejmował od 100 do 250 ludzi. Okres szkolenia trwał od 2 tygodni do miesiąca. Kursanci byli podzieleni ze względu na narodowość na grupy po 30-40 osób. Radiowcy przechodzili tylko początkowe przeszkolenie, po czym przenoszono ich do szkoły wywiadowczej w Sulejówku pod Warszawą. Szkolenie dywersyjne obejmowało poznanie obchodzenia się z materiałami wybuchowi i różnymi typami broni. Ćwiczenia terenowe odbywały się na poligonie pod Brandenburgiem. Raz lub dwa razy w tygodniu odbywały się 15- lub 30-kilometrowe forsowne marsze. Podczas odpoczynku duży nacisk był kładziony na antysowiecką propagandę. Organizowano też wycieczki kulturalne do okolicznych miejscowości, zaznajamiając kursantów z niemiecką kulturą i sztuką. Wyszkoleni agenci byli przerzucani przez linię frontu samolotami z lotniska w Pradze. Agenci przeznaczeni do działań na głębokich tyłach frontu mieli organizować ruch partyzancki wśród nierosyjskich narodów ZSRR, prowadzić dywersję na liniach kolejowych, drogach, czy w ośrodkach przemysłowych. Latem 1943 r. Oflag-III A został przekształcony w Sonderlager, stanowiący bazę dla werbunku agentury dla wszystkich abwehrkomand i grup wywiadowczo-dywersyjnych. W nim przebywali kandydaci na agentów, przechodząc wstępne szkolenia i indoktrynację. W maju-czerwcu 1944 r. pod Żywcem została zorganizowana filia obozu w Luckenwalde przeznaczona dla mieszkańców Kaukazu i Azji Środkowej. Prowadzono tam również szkolenie radiowe. W październiku obóz pod Żywcem podporządkowano Abwehrkommando-202, zaś w listopadzie Abwehrgruppe-217. Pod koniec 1944 r. kursantów przeniesiono do Czech, a następnie do Jugosławii, gdzie zostali skierowani do walki z partyzantami. W tym czasie w obozie pod Żywcem rozpoczęto szkolić ok. 50 ukraińskich dywersantów. W poł. lutego 1945 r. przewieziono ich do szkoły w Luckenwalde. W marcu 36 agentów przeniesiono do wsi Leskovec w Czechach, gdzie weszli w skład Abwehrgruppe-203. Wkrótce przeszli linię frontu z zadaniem organizowania na Ukrainie oddziałów partyzanckich. Pod koniec wojny główna część szkoły w Luckenwalde przejechała do Bad Liebenstein, zaś pozostała część do Boizenburg.